# Masacre de Bleiburg
La masacre de Bleiburg, también conocida como tragedia de Bleiburg, es el término por el que se conocen una serie de matanzas ocurridas en mayo de 1945, durante los días inmediatamente posteriores al final de la Segunda Guerra Mundial en Europa. Según las estimaciones más fiables el número total de víctimas fue de varios miles, la mayor parte de ellas tropas ustachas croatas y musulmanes bosnios aliadas de la Alemania nacionalsocialista que huían de los partisanos de Josip Broz Tito. Recibe su nombre de la ciudad carintia de Bleiburg (Distrito de Völkermarkt), en la frontera austro-eslovena, a donde se dirigían los combatientes acompañados de gran número de refugiados. Incluye tres sucesos diferenciados: la captura de las tropas alemanas y croatas que se retiraban hacia Bleiburg; la extradición de los prisioneros del campo de Viktring; y las «marchas de la muerte» que siguieron a esta.
Un gran número de personas, en su mayoría croatas que habían escapado al sur de Austria ante el avance de los partisanos y que esperaban rendirse y ganar la protección de los británicos, fueron devueltos al sur por la fuerza. La mayor parte de estos fueron devueltos mediante marchas forzadas en condiciones inhumanas, recorriendo largas distancias. Muchos miles también fueron ejecutados bajo sospecha de ser miembros o partidarios de fuerzas colaboracionistas, o de colaboración o alistamiento en la Wehrmacht. En particular estos incluyeron aquellos que habían apoyado al derrotado Estado Independiente de Croacia (en croata: Nezavisna Država Hrvatska, NDH), aliado de Alemania, controlado por el partido Ustaše, chetniks montenegrinos y domobranci eslovenos.

## Antecedentes

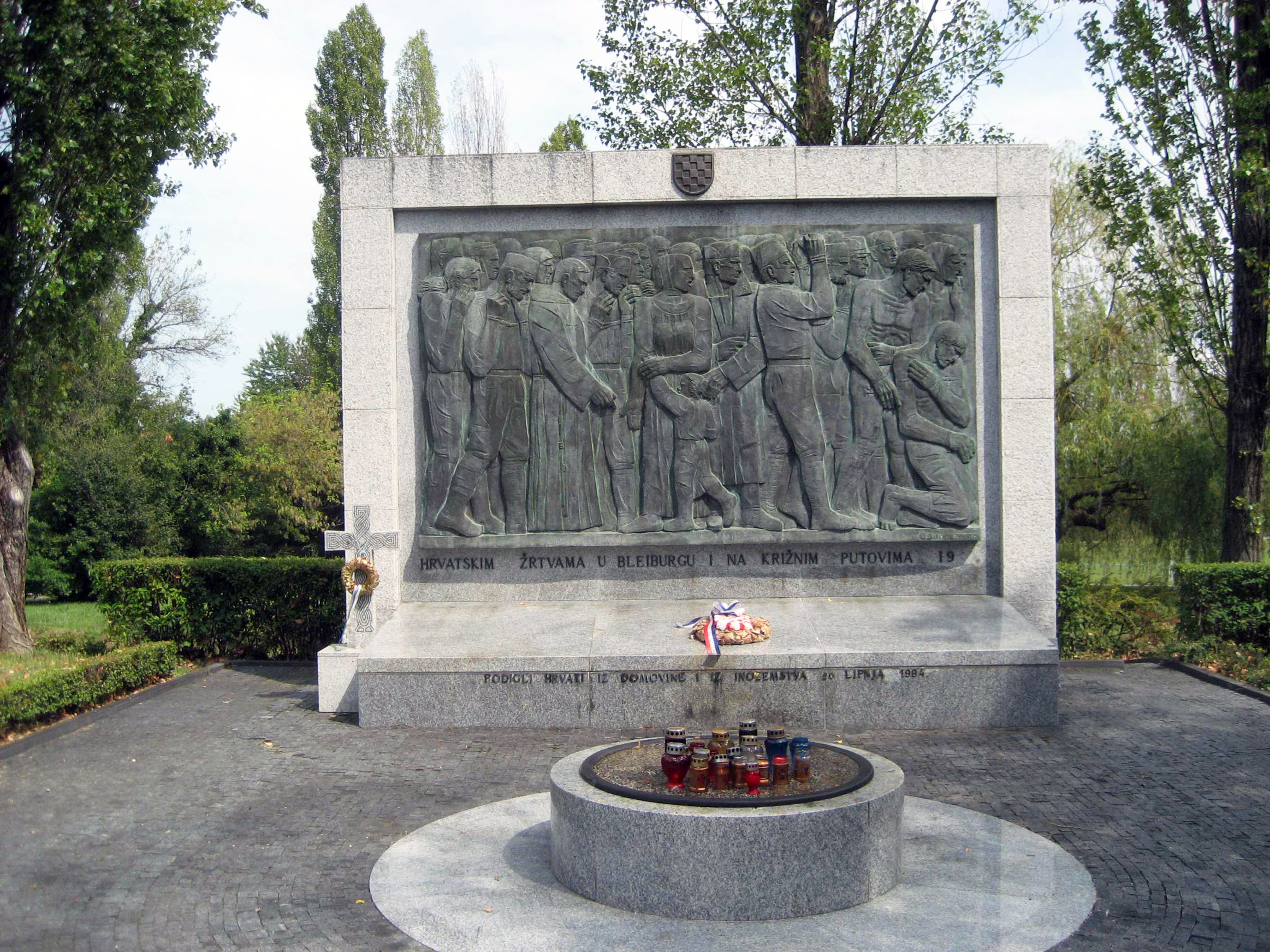
Monumento a las víctimas de las matanzas masivas efectuadas por los comunistas, después del término de la Segunda Guerra Mundial, en el cementerio de Mirogoj en Zagreb.

La fuerza militar principal contra la ocupación del Eje de Yugoslavia (1941-45), en términos de números implicados y campañas emprendidas, eran los partisanos. Rápidamente se dieron cuenta de que el gobierno Ustaše en Zagreb era partidario de las potencias del Eje y tenía un programa de intolerancia contra los serbios. El frente yugoslavo en la Segunda Guerra Mundial era un lugar donde sucedieron atrocidades espantosas, y esto es conocimiento previo esencial a lo que pasó durante y después de Bleiburg.

## Acontecimientos

### Retirada hacia el norte

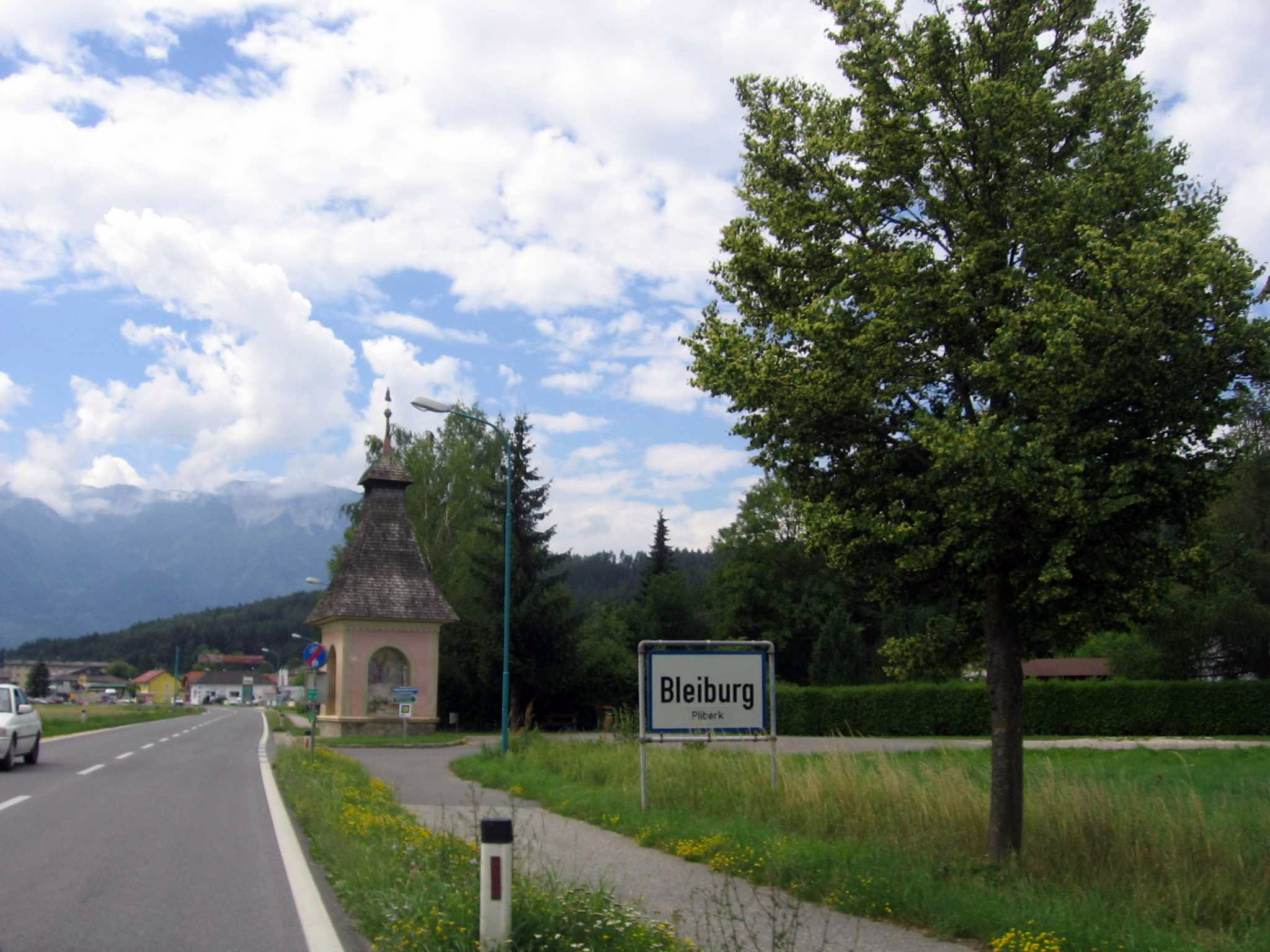
Bleiburg (esloveno: Pliberk) 2007

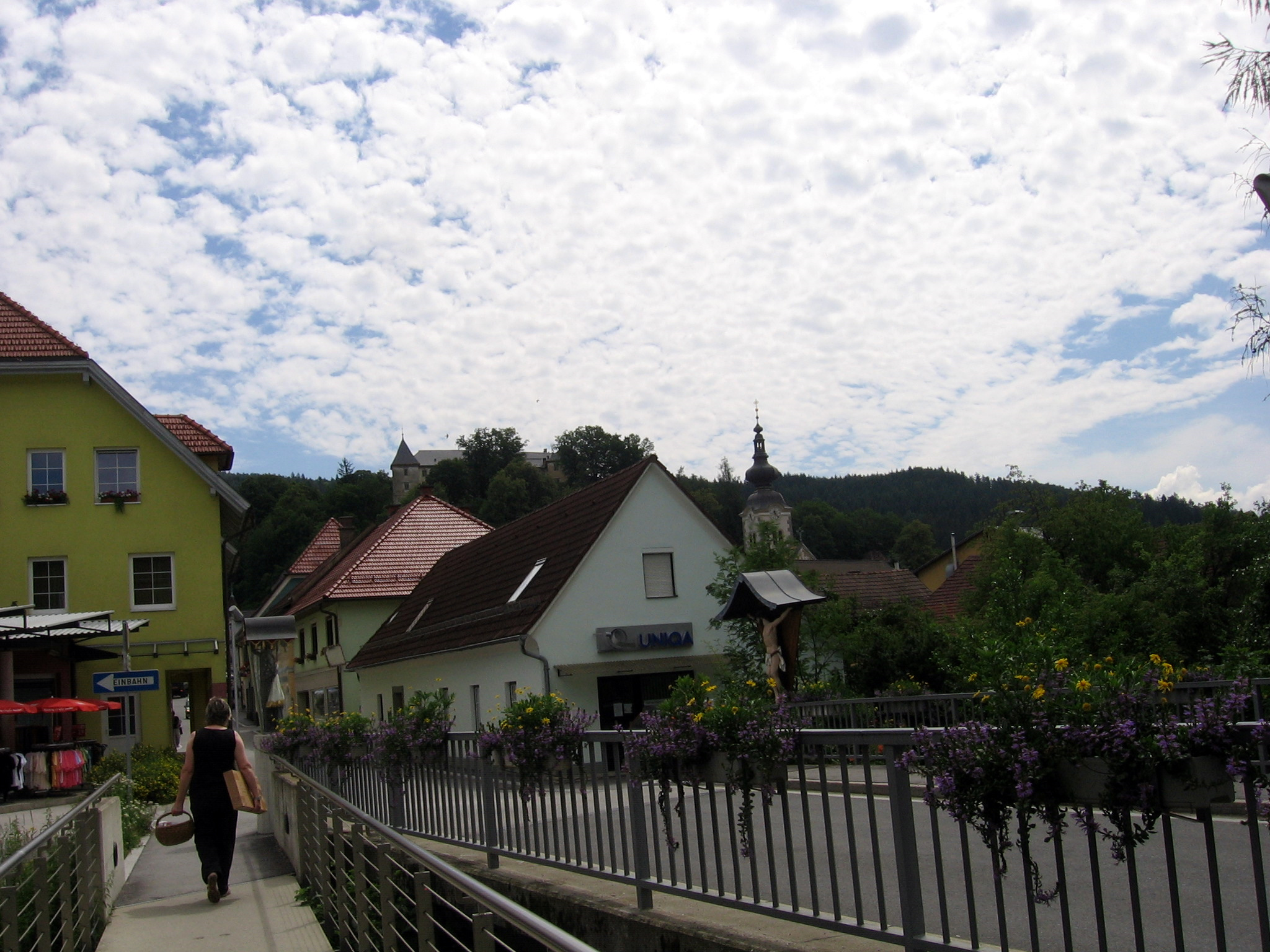
Bleiburg (esloveno: Pliberk) 2007

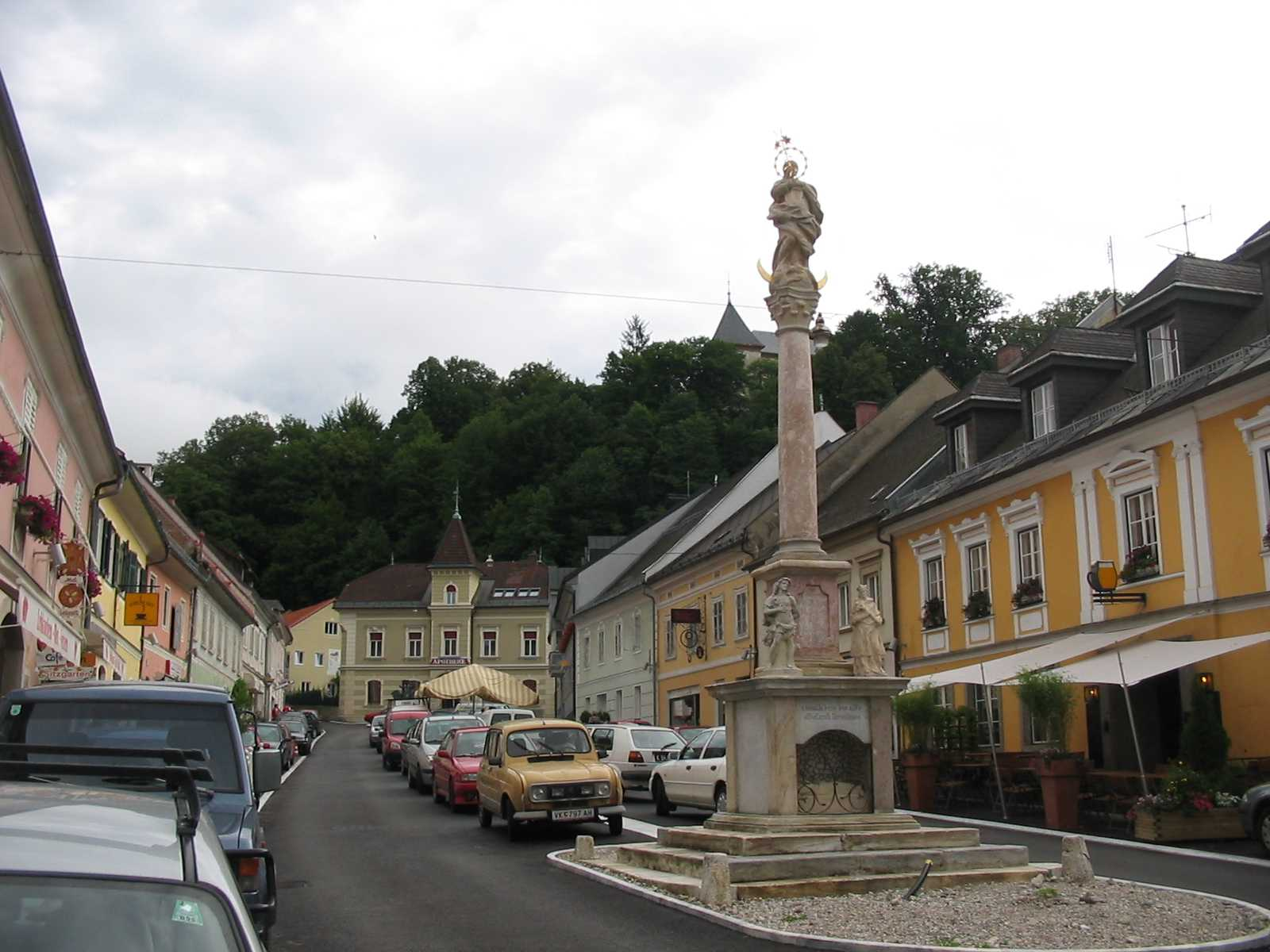
Bleiburg (esloveno: Pliberk) 2005

Al final de la guerra, tuvo lugar un éxodo a gran escala hacia la frontera austriaca en el Estado Independiente de Croacia (NDH). Se desconoce si los civiles se retiraron ante el avance de los partisanos por voluntad propia (por miedo a estas unidades) o forzados por el Gobierno. Días antes de la caída de la capital (Zagreb) esta había crecido enormemente en población por la cantidad de refugiados. Los intentos de última hora del Gobierno de Ante Pavelić de lograr el respaldo Aliado para formar un frente anticomunista fueron vanos. Tras sopesar si sostenerse en la capital o retirarse, el Gobierno optó por esta última alternativa, mientras el caos reinaba en la ciudad.
El 6 de mayo de 1945, el Gobierno colaboracionista de la Ustaše de Croacia huyó de Zagreb, junto a la Wehrmacht en retirada y a punto de rendirse las Fuerzas Armadas Croatas. Los refugiados que eligieron retirarse comenzaron a hacerlo al día siguiente.
Las columnas que se retiraban consistieron de croatas, serbios y un pequeño número de eslovenos. La mayoría eran soldados de las Fuerzas Armadas Croatas que, como el Ejército alemán, consistía en una Guardia Nacional Croata conscripta (Domobrani) y el ala militar del partido fascista dirigente (Ustaše), la Milicia Ustaša. El número de soldados croatas en retirada se desconoce, estimándose, según documentación del espionaje partisano de finales de 1944, que no excedían los 100 000 en total, aunque la cifra es muy disputada.
Entre los restos de estas fuerzas había numerosos dignatarios ustaše y responsables de las atrocidades, junto con la élite fascista dirigente, y también varios civiles, mezclados con los demás en la confusión de la retirada. Los partisanos perseguidores consideraron a todos ellos como traidores, ya que huían con los dirigentes Ustaše. Aparte de croatas, entre las columnas en retirada se hallaban también unidades chetniks (supuestamente «los enemigos mortales» del Ustaše) y de  la Domobranci eslovena, muchos de los cuales fueron asesinados también.

### Detención de las columnas, negociaciones y enfrentamientos
La columna principal viajó por Celje, Soštanj, y Slovenj Gradec en su camino a Dravograd, antes de girar hacia el suroeste hacia Bleiburg. Llegada a la primera localidad, la columna perdió contacto con los mandos de la misma y se encontró con que las unidades partisanas enviadas para cortarle el paso lograba rodearla por completo. Parte de la columna quedó detenida en Bleiburg, a la que llegó el 15 de mayo, y otra parte, menor, en Dravograd. Allí la noche del 14, un oficial de enlace croata se presentó en el cuartel de la 38.ª Brigada de Infantería británica indicando de 200 000 tropas croatas en dos columnas y medio millón de civiles avanzaban hacia el lugar. Los británicos indicaron que las columnas debían detenerse para evitar posibles choques con las unidades partisanas, que se encontraban tras aquellos, y tenían órdenes de no aceptar una rendición y de entregarlos a los yugoslavos.
Tras la reiteración por los británicos de su negativa a aceptar la rendición de los croatas al día siguiente, los generales de la Ustaše Ivo Herenčić y Vjekoslav Servatzy así como un traductor, el profesor Danijel Crljen, comenzaron negociaciones de rendición con los británicos y los partisanos, representados por Milan Basta entre otros. De acuerdo con pactos aliados anteriores, las fuerzas británicas rechazaron aceptar la rendición de las fuerzas fascistas y llegaron a un acuerdo con los partisanos, tratando de lograr la rendición de los croatas y evitar el ataque de los yugoslavos, que tenían orden de hacerlo de inmediato. La descripción de las conversaciones difieren: mientras el representante británico indica en su narración que ofreció a los representantes croatas enfrentarse a los partisanos o a los británicos si avanzaban hacia la frontera, los croatas afirman que sólo se les ofreció la rendición. Los partisanos dieron un ultimátum de una hora para la rendición incondicional, ofreciendo la repatriación de los civiles y el internamiento de las tropas según la legislación internacional sobre prisioneros de guerra, postura que el representante británico respaldó, negándose a aceptar condiciones de los croatas. Pasada la hora concedida, británicos y partisanos atacaron a la columna rodeada que, tras sufrir un número desconocido de bajas, en parte civiles, accedió a rendirse. Según los cálculos de Vladimir Zerjavic, este primer grupo lo formaban entre 45 000 y 57 000 personas.

### Deportaciones y matanzas
Un segundo grupo alcanzó los alrededores de Klagenfurt y comenzó a rendirse a los británicos el 15 de mayo y el 17 de mayo se ordenó su devolución al Gobierno de Belgrado, a pesar de comunicarse a los prisioneros que iban a ser trasladados a Italia. La devolución de los prisioneros serbios y eslovenos comenzó algo después, el 23 de mayo.
Según el artículo 20 de la Convención de La Haya, después de la conclusión de la paz, la repatriación de prisioneros de guerra debe realizarse tan rápido como sea posible. El general Robertson dio a tropas británicas la orden: «Todo el personal rendido de nacionalidad yugoslava establecida que servían en fuerzas alemanas deberían ser desarmados y entregados a las fuerzas yugoslavas». Las autoridades militares británicas locales parecen haberlos considerado rebeldes yugoslavos (colaboracionistas) y haberles entregado a las fuerzas partisanas. Este segundo grupo fue exterminado en Eslovenia o durante las largas marchas que siguieron a la entrega de los prisioneros por los británicos. Según los cálculos de Zerjavic, este grupo de repatriados por la fuerza estuvo formado por unos 10 000 croatas y bosníacos, 8 000 eslovenos y 3 114 serbios y montenegrinos. Nuevamente, las cifras son muy discutidas, encontrándose las cifras de Zerjavic entre las más bajas que se barajan, pero siendo, al tiempo, las más precisas y las más aceptadas en la actualidad.
La mayoría de las víctimas eran soldados de las diversas unidades presentes, aunque también hubo civiles, entre ellos familiares de los soldados en retirada.
No se sabe si el alto mando de los partisanos era consciente de las matanzas y algunos comunistas disputan si el mariscal Josip Broz Tito estaba al corriente de ellas (pero historiadores franceses, como Will Durant, afirman que es prácticamente imposible que Tito no tuviera conociminento de esta gran masacre, acaecida durante dos semanas consecutivas). Los Ustaša y los otros, sin embargo, siguieron luchando varios días después del cese de hostilidades, y crearon un espíritu de determinación severa entre los partisanos victoriosos.
Aunque un gran número todavía no determinado de ustaša y soldados chetnik murió durante una serie de batallas y escaramuzas después del final de la guerra, es alegado que la mayoría de las muertes violentas era el resultado de ejecuciones que duraron al menos dos semanas después del cese de hostilidades. Las víctimas fueron ejecutadas supuestamente como acto de venganza por los delitos horrendos cometidos por el régimen Ustaše en territorios controlados por el Estado Independiente de Croacia (NDH) durante la Segunda Guerra Mundial. Las matanzas siguieron en Eslovenia, y es difícil estimar el número de víctimas en el campo de Bleiburg, comparado con aquellas más tarde halladas en las fosas en el área de Maribor y otras en Eslovenia, sobre todo porque estas podrían contener bajas de otros combates.
Los políticos croatas emigrados, así como otras fuentes relacionadas con los cosacos que lucharon por los regímenes nazis, habían publicado numerosos testimonios sobre las atrocidades y participación británica en el asunto (archivos británicos sobre la Operación Keelhaul permanecen sellados).
En 1990, el partisano Simo Dubajić afirmó que él mandó fuerzas a Kočevski Rog y recibió órdenes de matar tropas rendidas y civiles allí directamente del propio Tito.
Aquellos que no murieron en la frontera austriaca o en otra parte de Eslovenia, fueron devueltos a Yugoslavia después de una marcha ardua y fueron repatriados finalmente como ciudadanos yugoslavos. Algunos de estos fueron, según se afirma, sujetos a marchas forzadas en condiciones inhumanas caminando largas distancias.

## Fosas comunes en Eslovenia
La «Comisión Eslovena sobre Fosas Comunes Ocultas» es responsable de las investigaciones principales en sitios donde puede haber cuerpos, a partir del estallido de la Segunda Guerra Mundial en adelante. Cuenta actualmente con una lista de alrededor de 540 lugares de posibles enterramientos masivos, basados en pruebas sobre el terreno e informes de habitantes del lugar. No todos estos se refieren a matanzas (denunciadas o probadas) de 1945.
La lista completa de sitios en cuestión -algunos de los cuales incluyen más de una ubicación y no necesariamente se refieren a la gente devuelta a Yugoslavia desde Bleiburg- que han sido total o parcialmente excavados, o esperan la investigación en Eslovenia es:
- Teharje; Cueva de Huda y fosa Barbarin cerca de Laško.
- Cuevas Kársticas y hoyos en Kočevski rog (88 cuerpos encontrados en la cueva de Konfin).
- Lovrenska grapa cerca de Škofja loka (27 cuerpos encontrados, se cree que son de 20 domobranci eslovenos y 7 prisioneros de guerra alemanes).
- Lesce (33 cuerpos encontrados).
- Zanja antitanque cerca de Brežice
- Zanja antitanque cerca de Bistrica ob Sotli (cerca del antiguo campo en Sempeter pod Svetimi Gorami)
- Zanja antitanque en Tezno, Maribor (1.179 cuerpos encontrados en 1999 en la ruta de la carretera Slivnica-Pesnica; la zanja es de 1 kilómetro de largo, 4 a 6 metros de ancho y la capa de restos humanos en la sección excavada hasta ahora mide entre 1,5 a 2 metros de hondo; las nuevas excavaciones comenzaron en agosto de 2007)
- Hrastovec cerca de Lenart
- Areh en Pohorje
- Pohorje encima de Hoče
- Kidričevo (cerca del antiguo campo en Strnišče)
- Refugio antiaéreo en Zgornja Bistrica (alrededor de 231 cuerpos osificados encontrados)
- Tepanje cerca de Oplotnica
- Cuevas de Karst alrededor de Logatec
- Abismo de Brezar cerca de Podutik, Liubliana
- Žančani cerca de Slovenj Gradec
- Colina Hrastnik

Durante el periodo yugoslavo, muchos de los sitios fueron destruidos por explosiones o fueron cubiertos con basura, y en algunos otros se edificó sobre ellos.

## Conclusiones
Durante el periodo de posguerra, las decenas de víctimas de las matanzas de Bleiburg (quizá unas 75 000 personas) se convirtieron en el «Jasenovac croata» para la emigración y, tras la disolución de Yugoslavia, la conmemoración de las matanzas comenzaron en Croacia, con la asistencia de miles de personas y la destacada participación de la Iglesia católica local.